# 艾蘭公園 (印地安納州科西阿斯科縣)
艾蘭公園（英語：Island Park）是位於美國印地安納州科西阿斯科縣的一個非建制地區。該地的面積和人口皆未知。